# Catedral metropolitana ortodoxa de São Paulo
La Catedral Metropolitana Ortodoxa es una catedral situada en el 1515 de la calle Vergueiro en Paraíso, São Paulo, Brasil. Esta iglesia ortodoxa, dedicada a San Pablo, alberga la arquidiócesis de la iglesia ortodoxa de Antioquía en Brasil. Es una de las catedrales ortodoxas más grandes del mundo y un buen ejemplo de la arquitectura bizantina.  La construcción comenzó en la década de 1940, inspirada en Hagia Sophia, bajo la supervisión de Paul Taufick Camasmie. El rey Faruq de Egipto seleccionó personalmente a Joseph Trabulsi para participar en la decoración, así como a varios artistas y contratistas rusos. Una de las características distintivas de la arquitectura de este edificio, en comparación con otras iglesias ortodoxas, es que el iconostasio está hecho de mármol, en lugar de madera.